# Zorilă
Zorilă este personificarea zorilor în basmele populare românești sau un animal fantastic care se arată în zori.  
El măsoară timpul nocturn scurs între al doilea și al treilea cântat al cocoșilor. În legende, când apare în ipostază de bou sau de taur, duce soarele în coarne de la răsărit până la zenit. În unele credințe Zorilă este o reprezentare silvestră, fiu al Mumei Pădurii (Muntenia, Moldova).
Murgilă, Miazănoapte și Zorilă sunt trei personaje care se urmăresc unul pe altul fără să se întâlnească vreodată, reprezentând astfel scurgerea timpului.
„Nu făcu multă cale și întâlni pe Zorilă, dară lui Zorilă nu prea îi da meșii a sta mult de vorbă, căci, zicea el, se duce după Miazănoapte, pe care o luase în goană.”—Balaurul cel cu șapte capete,  basmul popular românesc